# Centroclisis somalina
Centroclisis somalina är en insektsart som först beskrevs av Luisa Eugenia Navas 1935.  Centroclisis somalina ingår i släktet Centroclisis och familjen myrlejonsländor. Inga underarter finns listade i Catalogue of Life.